# Pioggia d'aprile
Pioggia d'aprile è una canzone della cantautrice catanese Carmen Consoli, secondo estratto come singolo dal suo settimo album L'eccezione del 2002. Il brano ha venduto 15 000 copie, ricevendo di conseguenza il disco d'oro (secondo la certificazione dei singoli).
La canzone compare anche nell'album live Eco di sirene, pubblicato il 13 aprile 2018.